# Cap Aniva
Le cap Aniva (en russe : мыс Анива, en japonais : 中知床岬, Cap Shiretoko) est un cap situé à l'extrémité de la péninsule Tonino-Anivski (russe : полуостров Тонино-Анивский, poluostrov Tonino-Anivskij) au sud-est de l'île de Sakhaline en Russie, face à la mer d'Okhotsk.
Sur une carte italienne de 1682 de Giacomo Cantelli (1643-1695) le cap est signalé sous le nom de « capo di Aniwa ». En 1939, un phare d'une hauteur de 31 mètres, y est bâti.

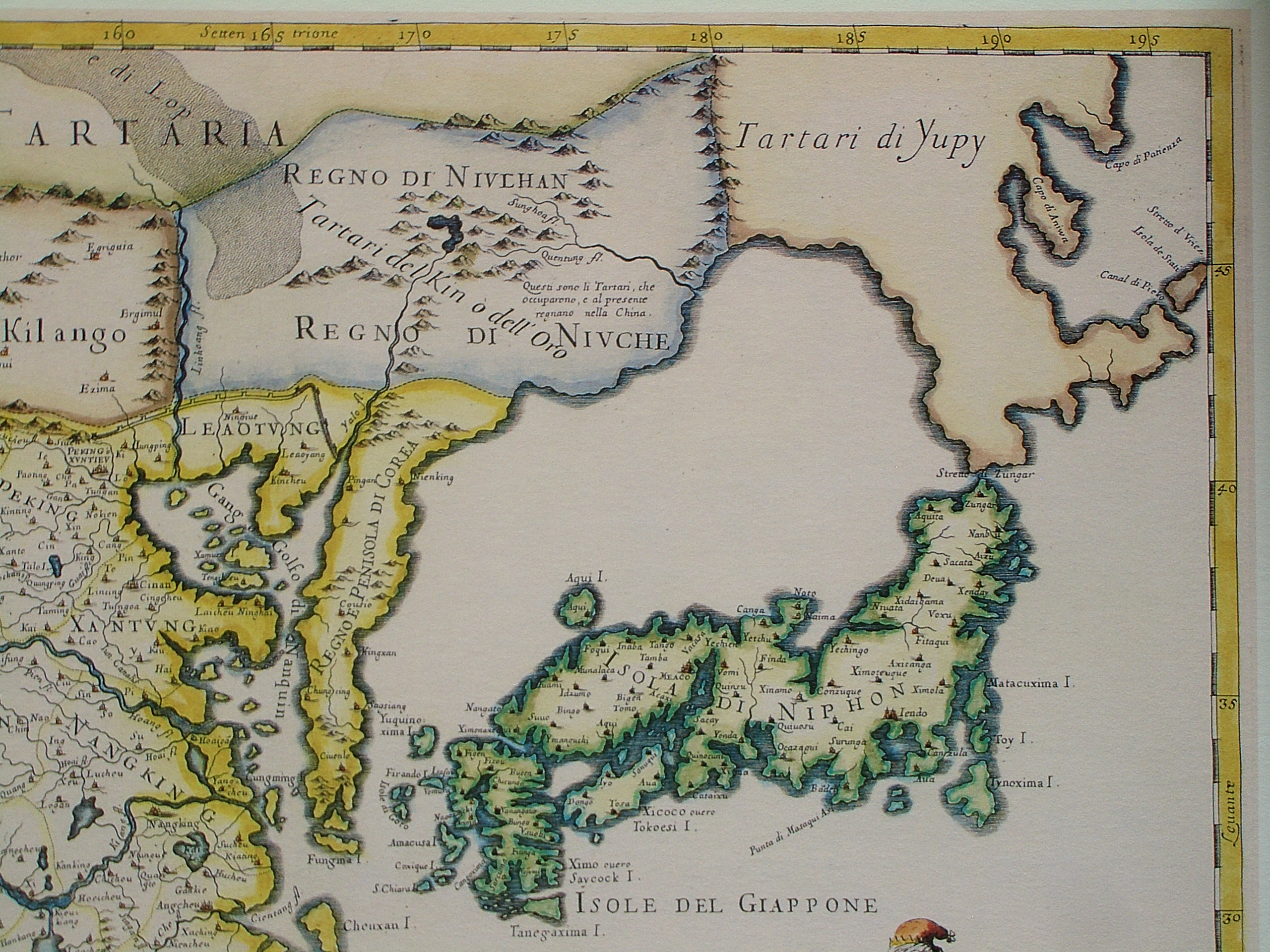
La carte de 1682 avec le cap Aniwa (en haut à droite).

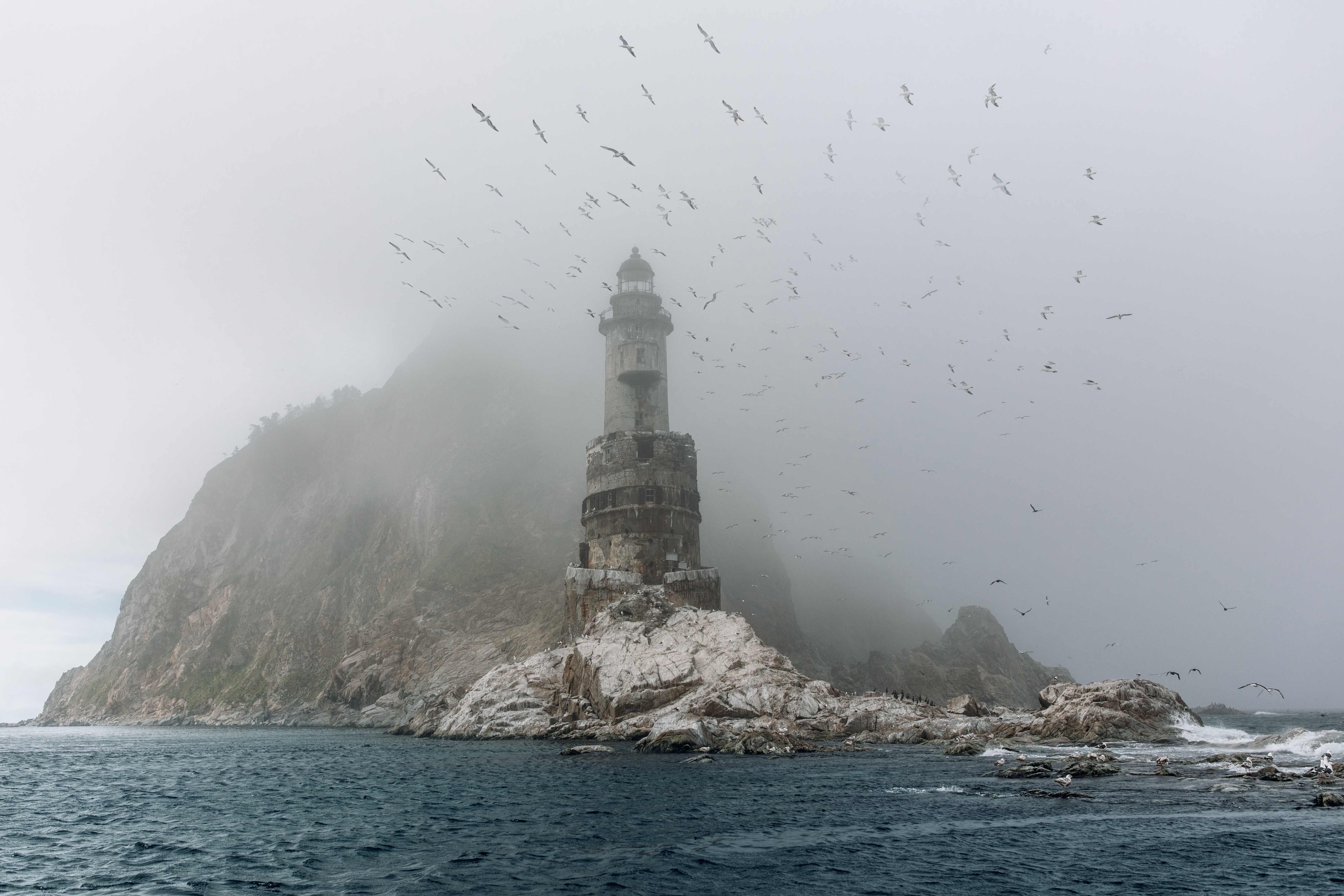
Le phare d'Aniva